# Arianna Montefiori
Arianna Montefiori (Roma, 19 luglio 1994) è un'attrice italiana.

## Biografia
Nata a Roma, figlia del celebre attore di film western Luigi Montefiori (in arte George Eastman), da piccola si appassiona alla danza, diplomandosi in danza moderna e contemporanea presso il Teatro Greco Dance Company di Roma. Oltre alla passione per il ballo, nel 2016 ha iniziato a studiare recitazione presso la scuola di recitazione Teatro Azione di Roma.
Ha raggiunto il successo nella primavera del 2017, interpretando Valentina Valpreda nella quarta stagione della serie TV Che Dio ci aiuti, andata in onda in prima serata su Rai 1, ruolo che ha ricoperto anche nella quinta stagione. 
Nel 2019 è entrata nel cast della terza stagione de L'isola di Pietro, in cui interpreta l'infermiera di pediatria Margherita Spanu.
Nel 2020 è entrata a far parte del cast de Il paradiso delle signore nel ruolo della nuova venere Laura Parisi.

### Vita privata
Dal novembre 2019 ha una relazione col cantante Briga. I due si sono sposati a Roma, nella basilica di San Pietro in Vaticano, il 18 dicembre 2021.

## Filmografia

### Televisione
- Che Dio ci aiuti - serie TV, 40 episodi (2017-2019)
- L'ispettore Coliandro - serie TV, un episodio (2017)
- Don Matteo - serie TV, un episodio (2018)
- L'isola di Pietro - serie TV, 6 episodi (2019)
- Il paradiso delle signore - soap opera (2020)

### Web serie
- Come diventare popolari a scuola, regia di Marco Danieli (2015)

## Teatro
- L’innesto - di Pirandello, regia di Marika Murri (2016)
- Il crogiuolo - di Artur Miller, regia di Marika Murri (2016)
- Si prega di non salire, regia di Kira Ialongo (2016)
- La moglie ebrea - di Brecht, regia di Kira Ialongo (2016)

## Campagne pubblicitarie
- L'Oréal (2020)